# 扎波利亚尔内区
扎波利亚尔内区（羅馬化：Zapolyarnyy rayon）是俄罗斯涅涅茨自治区唯一的区，包括除自治区辖市纳里扬马尔之外地区。该区面积176,757.34平方（68,246.39平方英里），行政中心为伊斯卡捷列伊。
该区2021年有人口18,853人，2010年有人口20,432人。